# Dolmen de la Cambe de l'Ome
Le dolmen de la Combe de l'Ome, appelé aussi dolmen de la Pignatelle, est un dolmen situé à Comps-sur-Artuby, dans le département du Var en France.

## Description
Ce dolmen a été découvert par Léon Roux et étudié par A. Taxil et Gérard Bérard en 1965. Il a été édifié sur une petite éminence en fond de vallée. Son architecture initiale a subi de nombreux rajouts de pierres en raison de sa transformation en abri.
Le tumulus, ayant servi de carrière, est en partie détruit. De forme ellipsoïdale (12 m pour le grand axe et 7 m pour le plus petit), il ne dépasse pas 1,50 m à 2 m de hauteur. Il est constitué de pierrailles en calcaire à dolomie d'origine non locale. Des traces d'un mur de soutènement en périphérie sont encore visibles.
La chambre sépulcrale est elle aussi partiellement détruite. Seule un orthostate du côté nord, lui-même brisé en deux parties de respectivement 1,10 m et 1 m de hauteur, et une seconde dalle beaucoup plus petite (0,80 m de long par 0,50 m de large) du côté ouest sont demeurés en place. Le couloir est probablement enfoui sous le tumulus côté ouest.
Toutes couches confondues, l'épaisseur du remplissage ne dépassait pas 0,40 m d'épaisseur.
Le mobilier funéraire retrouvé se limitait à des ossements d'animaux, dont des dents d'équidés, et quelques ossements humains fragmentés et calcinés ainsi qu'un fragment de silex brulé.